# Йосафат (цар Юдеї)
Йосафат (Єгошапа́т) — четвертий цар Юдейського царства, син та наступник царя Аси. В. Олбрайт датує період його правління 873—849 р. до н. е., а Е. Тілє відносить час його царювання до 870—848 р. до н. е.

## Життєпис
Джерелами про час його правління є Друга книга хроніки та Перша книга царів і Друга книга царів Старого завіту. Згідно з біблійною розповіддю перші роки свого правління проводить Йосафат у побудові укріплень на кордоні з Ізраїлем та руйнуванні святилищ Ваала та Астарти. На третьму році правління він посилає священиків і левитів навчати народ заповідей Божих. У Другій книзі царів описується правління Йосафата в загальному як миле Богові 2 Цар. 17:5-6 та періодом процвітання.
Йосафат заключає також союз з Ізраїлем. Спочатку з Ахавом, з домом якого стає ріднею чераз одруження. Проте цей союз з Ахавом зустрічає критику у Юдеї і поразка Ахава та Йосафата у битві з сирійцями стала виглядати справедливою карою. Після цього та критики пророка Єгу, Йосафат повертається знову до свого народу. За цим слідує наступний союз з Ізраїлем. Цей раз з Ахазією для торгівлі з Офіром. Перші торгові кораблі розбилися до берега, другі були успішними, проте не змогли встановити тривалих торговельних стосунків.
Третій союз заключений з ізраїльським царем Йорамом проти моавитян був успішний. Проте моавитяни оговтались та об'єдналися з своїми сусідами та поновили протистояння. Юдеї закликали Бога на допомогу і чудесним чином побили ворогів.
Йосафат помер скоро після перемоги та 25-ти річного правління у віці 60 років. Його наступником став син Йорам.